# Gaz Coombes
Gareth Michael Coombes, detto Gaz (Oxford, 8 marzo 1976), è un cantante e musicista inglese.
È conosciuto soprattutto per essere il cantante e chitarrista del gruppo alternative rock Supergrass, di cui fa parte anche suo fratello e che ha fondato nei primi anni novanta con Danny Goffey.
Prima di fondare i Supergrass ha fatto parte del gruppo The Jennifers, in cui militava da adolescente.
Dal 2010, dopo lo scioglimento dei Supergrass, ha prima fondato e suonato con gli Hot Rats con i quali ha inciso un album di cover e poi intrapreso la carriera solista

## Discografia

### Album solista
Album studio
- 2012 - Here Come the Bombs
- 2015 - Matador
- 2018 - World's Strongest Man
- 2023 - Turn The Car Around

### Album con gli Hotrats
- 2010 - Turn Ons

### Album con i Supergrass
- 1995 -I Should Coco
- 1997 -In It for the Money
- 1999 -Supergrass
- 2002 -Life on Other Planets
- 2005 -Road to Rouen
- 2008 -Diamond Hoo Ha